# Chinese Democracy World Tour
El Chinese Democracy World Tour es una gira de conciertos realizada por la banda de hard rock norteamericana Guns N' Roses para promocionar su disco Chinese Democracy. La gira 2001 contó con tres fechas en Estados Unidos y una en Brasil, mientras que la gira en el 2002 incluyeron Asia, América del Norte y algunas fechas europeas. La banda no salió de gira otra vez hasta mayo de 2006, cuando inicia una gira por Norteamérica una vez más y realizó una gira por las principales de Europa. La última gira de la banda, en 2007, fue a través de Australia, Nueva Zelanda, Japón y México. Su primer show después del lanzamiento de Chinese Democracy (23 de noviembre del 2008) se celebró el 11 de diciembre de 2009 en Taiwán. La banda hizo cuatro conciertos en Asia (uno en Taiwán, uno en Corea del Sur y dos en Japón), trece en Canadá, doce en Sudamérica, cinco en Centroamérica, uno en Estados Unidos, treinta y cuatro en Europa y cuatro en Australia durante su gira 2009/10.

## Miembros de la banda
La mayor parte de la banda se mantuvo estable durante todo el recorrido: el cantante Axl Rose, Dizzy Reed en teclados, el guitarrista Robin Finck, el bajista Tommy Stinson, y el programador Chris Pitman. Los cambios en la alineación principal se presentaron en los guitarristas Paul Tobias (2001 a 2002), Richard Fortus (2002 hasta la actualidad), guitarristas de otras bandas como Finck (1999 a 2009), Buckethead (2001 a 2004), Ron "Bumblefoot" Thal (2006 a 2014) y los bateristas Bryan "Brain" Mantia (2001 a 2006), Frank Ferrer (2006 hasta la actualidad). La alineación de la gira 2006-2007 fue Rose, Reed, Finck, Stinson, Pitman, Fortus, Thal y Ferrer. Esta alineación completo el nuevo álbum Chinese Democracy, lanzado en 2008. Robin Finck regresó a Nine Inch Nails en 2008, y fue reemplazado por el guitarrista de Sixx:A.M. DJ Ashba en 2009.

## Gira europea 2001
La gira europea de 2001 (a menudo denominado como el Chinese Democracy Tour), fue una gira de conciertos de la banda estadounidense de hard rock Guns N' Roses, previstas para promocionar por entonces su próximo álbum Chinese Democracy. Inicialmente estuvo prevista para empezar y terminar en junio, pero muchas se reprogramaron para el mes de diciembre debido a la enfermedad del guitarrista Buckethead. La gira reprogramada más tarde fue cancelada directamente.

### Descripción general

#### Antecedentes
A raíz del Use Your Illusion Tour, que duró más de dos años y visitó 27 países, y el lanzamiento del álbum de covers "The Spaghetti Incident?" en noviembre de 1993, la banda comenzó a escribir material nuevo. Las relaciones entre los miembros de la banda comenzó a deteriorarse y el futuro de Guns N' Roses estaba en duda. Como los miembros volvieron a centrarse sus propios proyectos, la tensión comenzó a crecer.
Gilby Clarke fue el primero en dejar la banda, al parecer por ser despedido en junio de 1994. El 30 de octubre de 1996, se anunció que el guitarrista Slash había dejado oficialmente la banda, después de no haber estado implicado en ella desde 1995 debido a una mala relación con el vocalista Axl Rose. En enero de 1997, Rose adquirido los derechos del nombre de "Guns N' Roses", lo que provocó rumores de que la banda iba a seguir sin sus antiguos colaboradores; estos rumores se intensificaron en 1997, cuando el bajista Duff McKagan y el baterista Matt Sorum dejaron la banda. Con sólo un miembro original, Axl Rose, Guns N' Roses comenzó la búsqueda de nuevos músicos, mientras que los antiguos miembros continuaron con sus respectivas carreras en solitario (Slash, McKagan y Sorum más tarde formarían Velvet Revolver con el vocalista de Stone Temple Pilots, Scott Weiland en 2003).
Robin Finck se convirtió en el guitarrista de la banda en 1997, seguido por el baterista Josh Freese y el bajista Tommy Stinson en 1998. Finck dejó la banda en 1999 para reunirse con su anterior banda Nine Inch Nails, antes la banda graba su primera canción en seis años titulada "Oh My God". Una serie de cambios para la banda se produjo en 2000, incluida la salida de Freese, la contratación del guitarrista Buckethead y el baterista Bryan Mantia, y el regreso de Robin Finck. Junto con estos cambios fue noticia de que los Guns N' Roses estaban planeando una gira en el verano de 2001, y estaría tocando en Rock in Rio en enero.

#### Shows
La primera manga para la gira de Europa, se anunció en diciembre de 2000, en el Día de Año nuevo con la presentación en el House of Blues de Las Vegas. También se rumoreaba que el disco esperado Chinese Democracy sería puesto a la venta en junio de 2001, para que la gira europea prevista fuera de promoción. Guns N' Roses – compuesta por el cantante Axl Rose, los guitarristas Buckethead y Robin Finck, el guitarrista rítmico Paul Tobias (que se unió en 1994 para reemplazar a Gilby Clarke), el bajista Tommy Stinson, el baterista Brain y Dizzy Reed en teclados (todavía en la banda desde 1990) y Chris Pitman (que se unió entre 1998 y 2000) – completaba la primera actuación de la banda en siete años, que fue elogiada como un "regreso triunfal" por la revista de música Rolling Stone . La banda toco una serie de canciones nuevas, incluyendo "Oh My God" (lanzada como sencillo en 1999), "Riad N' The Bedouins", "Chinese Democracy", "Street of Dreams" (las dos lanzadas en Chinese Democracy) y "Silkworms" (canción que no fue incluida en el nuevo álbum), incluida una gran parte de las canciones originales y clásicos como "Welcome to the Jungle", "Paradise City", "November Rain" y "You Could Be Mine". El show de Las Vegas fue seguido dos semanas después por la actuación en el Rock in Rio en Río de Janeiro, Brasil. La banda estableció una lista similar, que también incluyó el debut en vivo de la nueva canción "Madagascar".

#### Cancelaciones
Guns N' Roses debieron empezar su gira europea el 1 de junio en el festival de música alemana Rock am Ring, pero anunció en mayo que iban a cancelar toda la gira, según la agencia de gestión europea de la banda, el motivo de la cancelación fue la enfermedad del guitarrista Buckethead. Con un proceso de reprogramación, ya planificado, más tarde se anunció que muchas de las fechas propuestas iban a completar a finales de año. El 8 de noviembre, se anunció que la gira se anulaba por completo, al parecer debido a la enfermedad en curso de Buckethead, que también se dice que han retrasado la finalización del próximo álbum. El mánager de la banda, Doug Goldstein, pidió disculpas a los fanes por la cancelación de la gira, que admitió que fue una decisión bien a cabo, con la siguiente declaración:

Tras la euforia de la presentación de la banda en Rock in Rio, organizamos una gira por Europa, además nuestro plan era que el nuevo álbum salga a la venta este año. Lamentablemente, no solo la enfermedad de Buckethead detuvo la gira, sino que interrumpió nuestro progreso en Chinese Democracy. Siento mucho decepcionar a nuestros fanes, pero les puedo asegurar que esto no es lo que Axl quería, ni tampoco es "Otra página de la Howard Hughes del rock", como algunos medios de comunicación, sin duda, lo pintan. Hice un plan, y por desgracia, no funcionó.

A pesar de no ser capaz de completar su gira por Europa, los Guns N' Roses llevaron a cabo dos presentaciones en 2001, tanto en The Joint, Hard Rock Hotel and Casino en Las Vegas, el 29 y el 31 de diciembre. Las canciones interpretadas fueron muy similares a las interpretadas en el mes de enero.

### Integrantes
- Axl Rose – Voz, piano
- Buckethead – Guitarra líder
- Robin Finck – Guitarra líder
- Paul Tobias – Guitarra rítmica, Coros
- Tommy Stinson – Bajo, Coros
- Bryan "Brain" Mantia – Batería, percusión
- Dizzy Reed – Teclados, percusión, Coros
- Chris Pitman – Teclados, programador, Coros

### Fechas de la gira
| Fecha              |                             | Ciudad         | País           | Lugar                      | Notas        |
| ------------------ | --------------------------- | -------------- | -------------- | -------------------------- | ------------ |
| Shows previos      |                             |                |                |                            |              |
| 31/12/2000         | Bandera de Estados Unidos   | Las Vegas      | Estados Unidos | House of Blues             | *            |
| 15/01/2001         | Bandera de Brasil           | Río de Janeiro | Brasil         | Rock in Rio 3              | **           |
| Gira original      |                             |                |                |                            |              |
| 01/06/2001         | Bandera de Alemania         | Nürburg        | Alemania       | Rock am Ring               | Cancelado    |
| 03/06/2001         | Bandera de Alemania         | Núremberg      | Alemania       | Rock im Park               | Cancelado    |
| 06/05/2001         | Bandera de Alemania         | Berlín         | Alemania       | Estadio Olímpico de Berlín | Cancelado    |
| 06/09/2001         | Bandera de Inglaterra       | Londres        | Inglaterra     | London Arena               | Reprogramado |
| 06/10/2001         | Bandera de Inglaterra       | Londres        | Inglaterra     | London Arena               | Reprogramado |
| 06/12/2001         | Bandera de Inglaterra       | Glasgow        | Inglaterra     | SECC                       | Reprogramado |
| 06/14/2001         | Bandera de Inglaterra       | Birmingham     | Inglaterra     | NEC                        | Reprogramado |
| 06/17/2001         | Bandera de Italia           | Imola          | Italia         | Heineken Festival          | Cancelado    |
| 06/19/2001         | Bandera de España           | Madrid         | España         | Plaza de Las Ventas        | Cancelado    |
| 06/20/2001         | Bandera de España           | Barcelona      | España         | Palau Sant Jordi           | Cancelado    |
| 06/23/2001         | Bandera de los Países Bajos | Arnhem         | Países Bajos   | Gelredome                  | Reprogramado |
| 06/25/2001         | Bandera de Suecia           | Estocolmo      | Suecia         | Globen                     | Reprogramado |
| 06/26/2001         | Bandera de Noruega          | Oslo           | Noruega        | Spektrum                   | Reprogramado |
| 06/28/2001         | Bandera de Dinamarca        | Roskilde       | Dinamarca      | Roskilde Festival          | Reprogramado |
| 06/30/2001         | Bandera de Bélgica          | Werchter       | Bélgica        | Rock Werchter              | Cancelado    |
| Gira reprogramada  |                             |                |                |                            |              |
| 12/02/2001         | Bandera de los Países Bajos | Arnhem         | Holanda        | Gelredome                  | Cancelado    |
| 12/05/2001         | Bandera de Noruega          | Oslo           | Noruega        | Spektrum                   | Cancelado    |
| 12/07/2001         | Bandera de Suecia           | Estocolmo      | Suecia         | Globen                     | Cancelado    |
| 12/09/2001         | Bandera de Finlandia        | Helsinki       | Finlandia      | Hartwall Areena            | Cancelado    |
| 12/13/2001         | Bandera de Inglaterra       | Londres        | Inglaterra     | London Arena               | Cancelado    |
| 12/14/2001         | Bandera de Inglaterra       | Londres        | Inglaterra     | London Arena               | Cancelado    |
| 12/16/2001         | Bandera de Escocia          | Glasgow        | Inglaterra     | SECC                       | Cancelado    |
| 12/18/2001         | Bandera de Inglaterra       | Mánchester     | Inglaterra     | MEN Arena                  | Cancelado    |
| 12/19/2001         | Bandera de Inglaterra       | Birmingham     | Inglaterra     | NEC                        | Cancelado    |
| Shows de Año nuevo |                             |                |                |                            |              |
| 12/29/2001         | Bandera de Estados Unidos   | Las Vegas      | Estados Unidos | The Joint                  |              |
| 12/31/2001         | Bandera de Estados Unidos   | Las Vegas      | Estados Unidos | The Joint                  |              |

| #  |                                                                    | Source |
| -- | ------------------------------------------------------------------ | ------ |
| *  | Primer show desde 1993, desde el final del Use Your Illusion Tour. | [ 28 ] |
| ** | Guns N' Roses toco ante 200 mil personas.                          | [ 29 ] |

## World Tour 2002/2003
Chinese Democracy Tour 2002 fue una gira de los Guns N' Roses realizada en 2002. Fue la gira más grande de la banda desde 1993. La manga de América del Norte se organizó en el otoño de 2002 para apoyar la supuesta liberación de Chinese Democracy, y se anunció el 25 de septiembre de 2002, como el Tour de Chinese Democracy. Treinta y cinco fechas originalmente se había previsto, pero la banda terminó actuando en sólo dieciséis.

### Lista de temas
"Madagascar", "Chinese Democracy" y "Street of Dreams" fueron interpretadas con mucha frecuencia mientras que "Riad N' The Bedouins" empezó a ser interpretada unos conciertos después. "Welcome to the Jungle" abría y "Paradise City" finalizaba el show.
| 18 de agosto del 2002 – WTC Open Air Stadium, Osaka, Japón Temas: 1. "Welcome to the Jungle" 2. "It's So Easy" 3. "Mr. Brownstone" 4. "Live and Let Die" 5. "Think About You" 6. "You Could Be Mine" 7. "Sweet Child o' Mine" 8. "Knockin' on Heaven's Door" 9. "Out ta Get Me" 10. "Riad N' The Bedouins" 11. "Madagascar" 12. "November Rain" 13. "Rocket Queen" 14. "Nightrain" 15. "Street of Dreams (The Blues)" 16. "Chinese Democracy" 17. "Patience" Encore: 1. "Paradise City" | 5 de diciembre de 2002 – Madison Square Garden, Nueva York Temas: 1. "Welcome to the Jungle" 2. "It's So Easy" 3. "Mr. Brownstone" 4. "Live and Let Die" 5. "Knockin' on Heaven's Door" 6. "Think About You" 7. "You Could Be Mine" 8. "Sweet Child o' Mine" 9. "Out ta Get Me" 10. "November Rain" 11. "Chinese Democracy" 12. "Madagascar" 13. "Rocket Queen" 14. "Street of Dreams (The Blues)" 15. "My Michelle" 16. "Patience" 17. "Nightrain" Encore: 1. "Paradise City" |

### Integrantes
- Axl Rose – Voz, piano
- Buckethead – Guitarra
- Robin Finck – Guitarra
- Richard Fortus – Guitarra rítmica, Vocalista
- Tommy Stinson – Bajo, Vocalista
- Bryan "Brain" Mantia – Batería, percusión
- Dizzy Reed – Teclados, percusión, Vocalista
- Chris Pitman – Teclados, programador, Vocalista

### Manga asiática
| Fecha      |                      | Ciudad    | País      | Lugar                | Notas    |
| ---------- | -------------------- | --------- | --------- | -------------------- | -------- |
| 08/14/2002 | Bandera de Hong Kong | Hong Kong | Hong Kong | Exhibition Centre    |          |
| 08/17/2002 | Bandera de Japón     | Chiba     | Japón     | Chiba Marine Stadium | Festival |
| 08/18/2002 | Bandera de Japón     | Osaka     | Japón     | WTC Open Air Stadium | Festival |

### Manga europea
| Fecha      |                       | Ciudad  | País       | Lugar              | Notas    |
| ---------- | --------------------- | ------- | ---------- | ------------------ | -------- |
| 08/23/2002 | Bandera de Inglaterra | Leeds   | Inglaterra | Temple Newsam Park | Festival |
| 08/24/2002 | Bandera de Bélgica    | Hasselt | Bélgica    | Pukkelpop Field    | Festival |
| 08/26/2002 | Bandera de Inglaterra | Londres | Inglaterra | London Arena       | Agotado  |

### Aparición sorpresa en MTV Video Music Awards
La banda tocó en los MTV Video Music Awards con una actuación sobresaliente, allí tocaron las canciones "Welcome to the Jungle", "Madagascar", y "Paradise City". La actuación debía ser mantenida en secreto, pero algunas emisoras de radio de Nueva York lo habían estado anunciando durante el día.
| Fecha      |                           | Ciudad     | País           | Lugar                 | Notas |
| ---------- | ------------------------- | ---------- | -------------- | --------------------- | ----- |
| 08/29/2002 | Bandera de Estados Unidos | Nueva York | Estados Unidos | Radio City Music Hall |       |

### Manga norteamericana
| Fecha      |                           | Ciudad       | País           | Lugar                 | Notas  |                          |
| ---------- | ------------------------- | ------------ | -------------- | --------------------- | ------ | ------------------------ |
| 11/07/2002 | Bandera de Canadá         | Vancouver    | Canadá         | GM Place              | 15,000 | Cancelado por disturbios |
| 11/08/2002 | Bandera de Estados Unidos | Tacoma       | Estados Unidos | Tacoma Dome           | 6,000  |                          |
| 11/11/2002 | Bandera de Estados Unidos | Nampa        | Estados Unidos | Idaho Center          | 4,400  |                          |
| 11/14/2002 | Bandera de Estados Unidos | Minneapolis  | Estados Unidos | Target Center         | 8,000  |                          |
| 11/15/2002 | Bandera de Estados Unidos | Fargo        | Estados Unidos | Fargodome             | 6,575  |                          |
| 11/17/2002 | Bandera de Estados Unidos | Moline       | Estados Unidos | The MARK              | 7,000  |                          |
| 11/18/2002 | Bandera de Estados Unidos | Rosemont     | Estados Unidos | Allstate Arena        | 18,500 | Agotado                  |
| 11/21/2002 | Bandera de Estados Unidos | Auburn Hills | Estados Unidos | The Palace            | 10,000 | Terminó antes            |
| 11/22/2002 | Bandera de Estados Unidos | Pittsburgh   | Estados Unidos | Mellon Arena          | 9,000  |                          |
| 11/24/2002 | Bandera de Estados Unidos | Cleveland    | Estados Unidos | Gund Arena            | 9,500  |                          |
| 11/25/2002 | Bandera de Estados Unidos | Columbus     | Estados Unidos | Nationwide Arena      | 6,000  |                          |
| 11/26/2002 | Bandera de Estados Unidos | Buffalo      | Estados Unidos | HSBC Arena            |        | Cancelado                |
| 11/27/2002 | Bandera de Estados Unidos | Albany       | Estados Unidos | Pepsi Arena           | 6,000  |                          |
| 11/29/2002 | Bandera de Canadá         | Toronto      | Canadá         | Air Canada Centre     | 18,000 | Agotado                  |
| 11/30/2002 | Bandera de Canadá         | London       | Canadá         | John Labatt Centre    | 9,000  | Agotado                  |
| 12/02/2002 | Bandera de Estados Unidos | Boston       | Estados Unidos | Fleet Center          | 12,700 | Agotado                  |
| 12/03/2002 | Bandera de Estados Unidos | Hartford     | Estados Unidos | Hartford Civic Center |        |                          |
| 12/05/2002 | Bandera de Estados Unidos | Nueva York   | Estados Unidos | Madison Square Garden | 20,000 | Agotado                  |
| 12/06/2002 | Bandera de Estados Unidos | Filadelfia   | Estados Unidos | First Union Center    | 15,000 | Cancelado por disturbios |

| Fecha      |                           | Ciudad      | País           | Lugar                    | Notas     |
| ---------- | ------------------------- | ----------- | -------------- | ------------------------ | --------- |
| 12/08/2002 | Bandera de Estados Unidos | Filadelfia  | Estados Unidos | First Union Spectrum     | Cancelado |
| 12/09/2002 | Bandera de Estados Unidos | Washington  | Estados Unidos | MCI Center               | Cancelado |
| 12/11/2002 | Bandera de Estados Unidos | Filadelfia  | Estados Unidos | Bi-Lo Center             | Cancelado |
| 12/13/2002 | Bandera de Estados Unidos | Tampa       | Estados Unidos | Ice Palace               | Cancelado |
| 12/14/2002 | Bandera de Estados Unidos | West Palm   | Estados Unidos | Cruzan Amphitheatre      | Cancelado |
| 12/16/2002 | Bandera de Estados Unidos | Biloxi      | Estados Unidos | Mississippi Coliseum     | Cancelado |
| 12/17/2002 | Bandera de Estados Unidos | Houston     | Estados Unidos | Compaq Center            | Cancelado |
| 12/19/2002 | Bandera de Estados Unidos | Dallas      | Estados Unidos | American Airlines Center | Cancelado |
| 12/21/2002 | Bandera de Estados Unidos | Albuquerque | Estados Unidos | Tingley Coliseum         | Cancelado |
| 12/22/2002 | Bandera de Estados Unidos | Phoenix     | Estados Unidos | America West Arena       | Cancelado |
| 12/27/2002 | Bandera de Estados Unidos | San Diego   | Estados Unidos | San Diego Sports Arena   | Cancelado |
| 12/28/2002 | Bandera de Estados Unidos | Las Vegas   | Estados Unidos | Mandalay Bay Resort      | Cancelado |
| 12/30/2002 | Bandera de Estados Unidos | Sacramento  | Estados Unidos | Arco Arena               | Cancelado |
| 12/31/2002 | Bandera de Estados Unidos | San José    | Estados Unidos | Compaq Center            | Cancelado |
| 01/03/2003 | Bandera de Estados Unidos | Inglewood   | Estados Unidos | Great Western Forum      | Cancelado |
| 01/04/2003 | Bandera de Estados Unidos | Anaheim     | Estados Unidos | Arrowhead Pond           | Cancelado |

## Rock in Rio 2004
Después de la gira cancelada en el 2002, la banda entró en receso hasta que fueron incluidos en la grilla para tocar en Rock in Rio 4 en mayo de 2004. Sin embargo, el guitarrista Buckethead dejó la banda en marzo de 2004 y la banda canceló el show, Axl Rose hizo la siguiente declaración:

La banda se ha puesto en una posición insostenible por el guitarrista Buckethead y su salida intempestiva. En nombre de Guns N' Roses y mio pido disculpas a los fanes que planeaban vernos en el Rock in Rio - Lisboa. El festival y su tradición significan mucho para mí y, sinceramente, no me gusta ser cancelado por uno de los nuestros al haber tenido la oportunidad de ser el primer artista en tocar por tercera vez. También me gustaría expresar mi gratitud a aquellos que optaron por aceptar el papel de Buckethead en las armas y apoyar nuestra nueva formación. Agradecemos mucho las contribuciones de Buckethead y permanecer abierto a 'debates', como es evidente que existen varias cuestiones a resolver. Mientras tanto, en lugar de insistir en lo negativo, la banda estará avanzando y sorprendentemente (sin revelar ningún detalle), este desafortunado conjunto de circunstancias nos han dado la oportunidad de tomar de nuestra grabación un paso extra más. Independientemente esperamos anunciar una fecha de lanzamiento en los próximos meses.

| Fecha      |                     | Ciudad | País     | Lugar                | Notas     |
| ---------- | ------------------- | ------ | -------- | -------------------- | --------- |
| 05/30/2004 | Bandera de Portugal | Lisboa | Portugal | Parque da Bela Vista | Cancelado |

## World Tour 2006

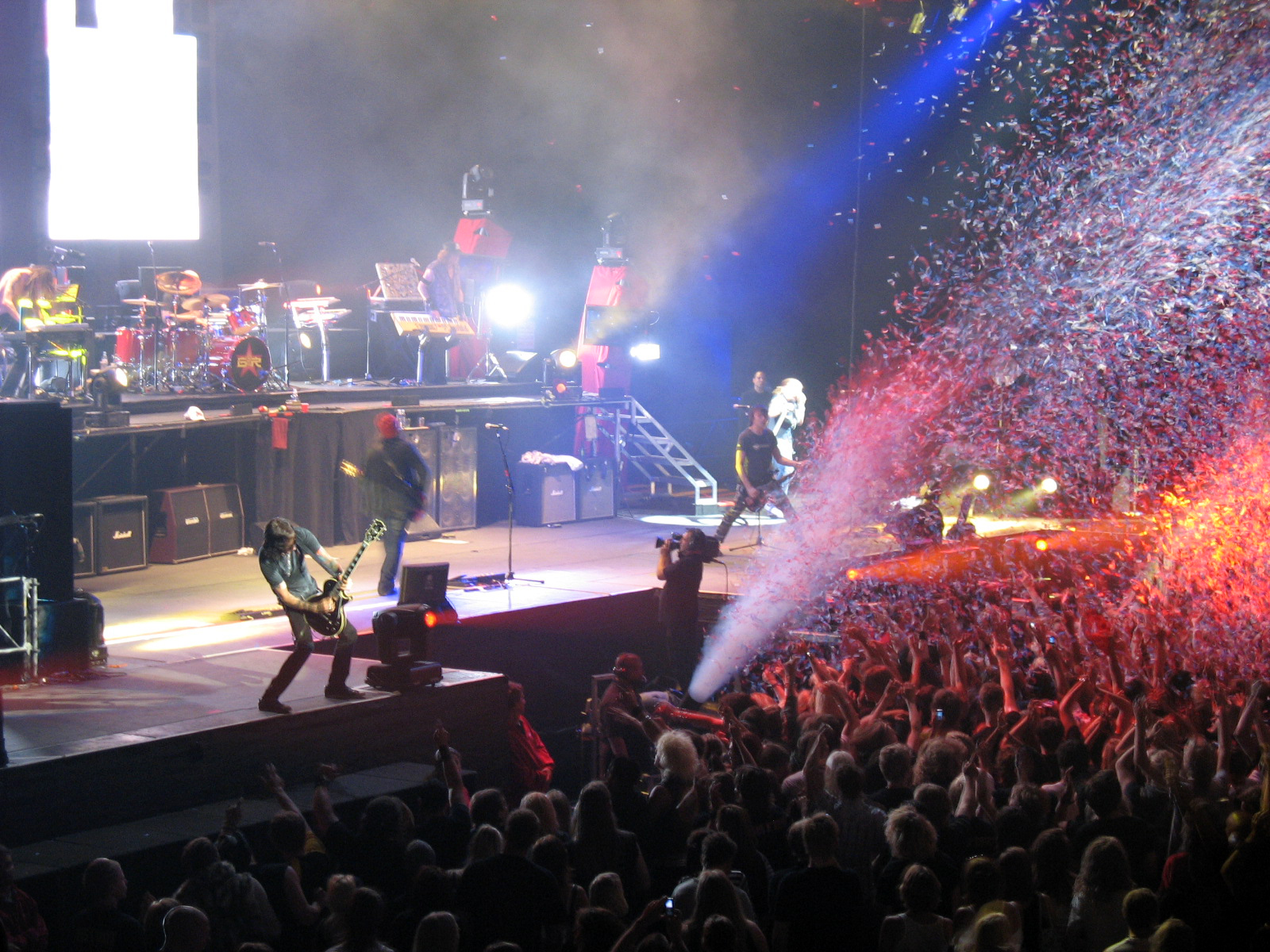
Guns N' Roses tocando Paradise City en el Globen el 26 de junio del 2006.

El Chinese Democracy Tour 2006 fue una gira de conciertos realizada por Guns N' Roses, para promocionar su próximo álbum Chinese Democracy. Se inició en mayo de 2006 cuando la banda empezó una gira por Europa, como cabeza de cartel, tanto en el Download Festival como en el Rock in Rio-Lisboa. Cuatro shows precedieron la gira en Hammerstein Ballroom (Nueva York) y se convirtió en la primera gira desde el "Chinese Democracy Tour 2002". La gira también marcó el debut del guitarrista virtuoso y compositor Ron Thal (también conocido como Bumblefoot) en la guitarra, sustituyendo a Buckethead. Durante el curso de esta gira, Izzy Stradlin y Sebastian Bach hicieron apariciones frecuentes. En las fechas europeas tocaron ante más de 700.000 personas durante 32 shows en 18 países.

### Lista de temas
La banda toco "You're Crazy", "Used to Love Her" y "Down On The Farm" en algunas fechas. "Better", "I.R.S." y "There Was a Time" hicieron su debut en vivo y se empezaban a reforzar los rumores de la salida del Chinese Democracy.
| 29 de julio del 2006 – Wembley Arena, Londres, Inglaterra Temas: 1. "Welcome to the Jungle" 2. "It's So Easy" 3. "Mr. Brownstone" 4. "Live and Let Die" 5. "Sweet Child o' Mine" 6. "Knockin' on Heaven's Door" 7. "Street of Dreams (The Blues)" 8. "Better" 9. "You Could Be Mine" 10. "Out ta Get Me" 11. "Sway" 12. "Sailing" 13. "Back In The U.S.R.R." 14. "Think About You" 15. "My Michelle" 16. "Patience" 17. "November Rain" 18. "Rocket Queen" 19. "Nightrain" Encores: 1. "I.R.S." 2. "Paradise City" | 20 de diciembre de 2006 – Gibson Amphitheatre, Los Ángeles Temas: 1. "Welcome to the Jungle" 2. "It's So Easy" 3. "Mr. Brownstone" 4. "Live and Let Die" 5. "Better" 6. "Sweet Child o' Mine" 7. "Knockin' on Heaven's Door" 8. "You Could Be Mine" 9. "Street of Dreams (The Blues)" 10. "Rocket Queen" 11. "Down On The Farm" 12. "Out ta Get Me" 13. "November Rain" 14. "Think About You" 15. "My Michelle" 16. "Used to Love Her" 17. "Patience" 18. "Nightrain" Encores: 1. "Chinese Democracy" 2. "I.R.S." 3. "Madagascar" 4. "Paradise City" |

### Integrantes
El único cambio en esta gira fue la contratación de Ron Thal, sustituyendo al guitarrista Buckethead. Además, el baterista Bryan Mantia se perdió la segunda mitad de la gira europea debido al nacimiento de su hija a principios de julio. Fue sustituido temporalmente por el baterista Frank Ferrer. Los integrantes de la gira europea y norteamericana fueron:
- Axl Rose – Voz, piano
- Ron "Bumblefoot" Thal – Guitarra, Vocalista
- Robin Finck – Guitarra
- Richard Fortus – Guitarra rítmica
- Tommy Stinson – Bajo, Vocalista
- Bryan "Brain" Mantia – Batería, percusión
- Dizzy Reed – Teclados, percusión, Vocalista
- Chris Pitman – Teclados, programador, Vocalista
- Frank Ferrer – Batería, percusión

### Shows previos
| Fecha      |                           | Ciudad     | País           | Lugar                | Notas         |
| ---------- | ------------------------- | ---------- | -------------- | -------------------- | ------------- |
| 05/12/2006 | Bandera de Estados Unidos | Nueva York | Estados Unidos | Hammerstein Ballroom | Agotado       |
| 05/14/2006 | Bandera de Estados Unidos | Nueva York | Estados Unidos | Hammerstein Ballroom | Agotado       |
| 05/15/2006 | Bandera de Estados Unidos | Nueva York | Estados Unidos | Hammerstein Ballroom | Agotado       |
| 05/17/2006 | Bandera de Estados Unidos | Nueva York | Estados Unidos | Hammerstein Ballroom | Agotado       |
| 05/18/2006 | Bandera de Estados Unidos | Nueva York | Estados Unidos | The Plumm            | Show acústico |

### Manga europea
| Fecha      |                             | Ciudad           | País            | Lugar                    | Notas         |
| ---------- | --------------------------- | ---------------- | --------------- | ------------------------ | ------------- |
| 05/25/2006 | Bandera de España           | Madrid           | España          | Parque Juan Carlos       |               |
| 05/27/2006 | Bandera de Portugal         | Lisboa           | Portugal        | Parque da Bela Vista     | Festival      |
| 05/31/2006 | Bandera de Hungría          | Budapest         | Hungría         | Budapest Arena           |               |
| 06/02/2006 | Bandera de Alemania         | Nürburg          | Alemania        | Nürburgring              | Festival      |
| 06/04/2006 | Bandera de Italia           | Milán            | Italia          | Idroscalo                | Festival      |
| 06/07/2006 | Bandera de Inglaterra       | Londres          | Inglaterra      | Hammersmith Apollo       | Agotado       |
| 06/09/2006 | Bandera de Irlanda          | Dublín           | Irlanda         | RDS Arena                | Agotado       |
| 06/11/2006 | Bandera de Inglaterra       | Castle Donington | Inglaterra      | Donington Park           | Festival      |
| 06/13/2006 | Bandera de República Checa  | Praga            | República Checa | Sazka Arena              |               |
| 06/15/2006 | Bandera de Polonia          | Varsovia         | Polonia         | Stadion Legii            |               |
| 06/17/2006 | Bandera de Austria          | Burgenland       | Austria         | Pannonia Fields II       | Festival      |
| 06/20/2006 | Bandera de Francia          | París            | Francia         | POPB                     |               |
| 06/24/2006 | Bandera de Bélgica          | Dessel           | Bélgica         | Graspop Metal Meeting    | Festival      |
| 06/26/2006 | Bandera de Suecia           | Estocolmo        | Suecia          | Globen                   | Agotado       |
| 06/28/2006 | Bandera de Noruega          | Oslo             | Noruega         | Oslo Spektrum            | Agotado       |
| 06/29/2006 | Bandera de Dinamarca        | Roskilde         | Dinamarca       | Animal Showgrounds       | Festival      |
| 07/01/2006 | Bandera de Suiza            | Zúrich           | Suiza           | Hallenstadion            | Agotado       |
| 07/02/2006 | Bandera de los Países Bajos | Nimega           | Países Bajos    | Goffertpark              |               |
| 07/05/2006 | Bandera de Finlandia        | Helsinki         | Finlandia       | Hartwall Areena          | Agotado       |
| 07/06/2006 | Bandera de Finlandia        | Helsinki         | Finlandia       | Hartwall Areena          | Agotado       |
| 07/08/2006 | Bandera de Noruega          | Oslo             | Noruega         | Oslo Spektrum            |               |
| 07/10/2006 | Bandera de Grecia           | Atenas           | Grecia          | Terra Vibe Park          | Festival      |
| 07/12/2006 | Bandera de Turquía          | Estambul         | Turquía         | Kurucesme Arena          |               |
| 07/14/2006 | Bandera de España           | Bilbao           | España          | Kobetamendi              | Festival      |
| 07/15/2006 | Bandera de España           | El Ejido         | España          | Playa De Guardias Viejas | Festival      |
| 07/18/2006 | Bandera de Inglaterra       | Sheffield        | Inglaterra      | Hallam FM Arena          |               |
| 07/19/2006 | Bandera de Inglaterra       | Newcastle        | Inglaterra      | Metro Radio Arena        | Terminó antes |
| 07/21/2006 | Bandera de Escocia          | Glasgow          | Escocia         | SECC                     | Agotado       |
| 07/23/2006 | Bandera de Inglaterra       | Mánchester       | Inglaterra      | MEN Arena                |               |
| 07/25/2006 | Bandera de Inglaterra       | Birmingham       | Inglaterra      | NEC Arena                | Agotado       |
| 07/27/2006 | Bandera de Inglaterra       | Nottingham       | Inglaterra      | Nottingham Arena         | Agotado       |
| 07/29/2006 | Bandera de Inglaterra       | Londres          | Inglaterra      | Wembley Arena            | Agotado       |
| 07/30/2006 | Bandera de Inglaterra       | Londres          | Inglaterra      | Cuckoo Club              | Show acústico |
| 07/30/2006 | Bandera de Inglaterra       | Londres          | Inglaterra      | Wembley Arena            | Agotado       |

Además, Guns N' Roses debía abrir dos fechas de The Rolling Stones en su gira A Bigger Bang Tour en Alemania, pero a causa de Keith Richards (infame caída de un árbol en Fiyi), se cancelaron los espectáculos.
| Fecha      |                     | Ciudad   | País     | Lugar          | Notas     |
| ---------- | ------------------- | -------- | -------- | -------------- | --------- |
| 07/10/2006 | Bandera de Alemania | Nurnberg | Alemania | Frankenstadion | Cancelado |
| 07/12/2006 | Bandera de Alemania | Leipzig  | Alemania | Zentralstadion | Cancelado |

### Manga norteamericana
El 31 de agosto de 2006, Axl Rose apareció en el MTV Video Music Awards como presentador, señalando que la banda iba planear una gira por América del Norte el 24 de octubre. Cinco shows previos para la gira se celebraron en septiembre de 2006, con dos en el Hotel y Casino Hard Rock de Las Vegas dos en Warfield Theatre en San Francisco y un concierto en Devore de KROQ s Inland Invasion de 2006. 
Tras la aparición de la banda en Inland Invasion el 23 de septiembre, un puñado de shows previos fueron pospuestos, que dio lugar a rumores de que este se llevó a cabo a fin de terminar las últimas grabaciones del nuevo álbum. Los rumores eran aparentemente negados por el gerente de Merck Mercuriadis, quien declaró que los shows habían sido simplemente para "encajar en el cuerpo principal de la gira". Él, sin embargo, dijo una vez más que Chinese Democracy sería lanzado antes del final del año. La gira de Chinese Democracy, estaba ahora previsto para el 20 de octubre en Jacksonville, Florida. 
El espectáculo de Jacksonville se trasladó al 31 de octubre, con el 22 de octubre en Nashville, Tennessee trasladado hasta enero de 2007, hasta ser cancelada en diciembre. La gira comenzó el 24 de octubre en Sunrise (Florida). 
Durante la gira 2006 de América del Norte la apertura de la banda actos incluidos The Suicide Girls, Papa Roach, Sebastian Bach, Die Mannequin y Helmet . Con la banda también se unieron en el escenario el ex GN'R Izzy Stradlin y el baterista de Metallica, Lars Ulrich, a la vez una making-off de las apariencias. Bubbles, Ricky y Julian de la Trailer Park Boys hicieron algunas apariciones en Canadá. Por largo tiempo el baterista Bryan Mantia tomó una licencia antes de las fechas de la gira de octubre para pasar más tiempo con su familia. Fue reemplazado por su suplente Frank Ferrer. Desde entonces, Ferrer parecer, se ha concedido una afiliación oficial a la banda, lo que alimentó las especulaciones de que Mantia había renunciado. Durante un show de la Florida en octubre, Ferrer fue presentado como "nuestro nuevo miembro" por Axl Rose. Independientemente, la gestión de la banda ha declarado que tanto Mantia y Ferrer son miembros oficiales.
Eagles of Death Metal tenía que ir de gira con Guns N' Roses. El 24 de noviembre de 2006 en Cleveland, Ohio, durante su primer concierto con Guns N' Roses, la banda no fue bien recibido por la multitud. Tras el incidente con un anuncio de la banda, Eagles of Death Metal no abrió por el resto de la gira. Poco después, Eagles of Death Metal a conocer una declaración sobre el incidente:

"Al principio la audiencia se negó a darnos la bienvenida a la selva, pero cuando tomamos nuestra última reverencia, se había convertido en el paraíso de la ciudad. Aunque Axl trató de iniciar una lluvia de noviembre en nuestro desfile, ni la dulce niña puede descarrilar el tren de noche de EODM. Decimos vivir y dejar morir ".

#### Shows previos
| Fecha      |                           | Ciudad        | País           | Lugar            | Notas    |
| ---------- | ------------------------- | ------------- | -------------- | ---------------- | -------- |
| 09/16/2006 | Bandera de Estados Unidos | Las Vegas     | Estados Unidos | The Joint        | Agotado  |
| 09/17/2006 | Bandera de Estados Unidos | Las Vegas     | Estados Unidos | The Joint        |          |
| 09/20/2006 | Bandera de Estados Unidos | San Francisco | Estados Unidos | Warfield Theatre | Agotado  |
| 09/21/2006 | Bandera de Estados Unidos | San Francisco | Estados Unidos | Warfield Theatre | Agotado  |
| 09/23/2006 | Bandera de Estados Unidos | Devore        | Estados Unidos | Hyundai Pavilion | Festival |

#### Gira
| Fecha      |                           | Ciudad           | País           | Lugar                                      | Notas     |
| ---------- | ------------------------- | ---------------- | -------------- | ------------------------------------------ | --------- |
| 10/24/2006 | Bandera de Estados Unidos | Sunrise          | Estados Unidos | BankAtlantic Center                        |           |
| 10/25/2006 | Bandera de Estados Unidos | Tampa            | Estados Unidos | St. Pete Times Forum                       |           |
| 10/27/2006 | Bandera de Estados Unidos | Estero           | Estados Unidos | Germain Arena                              |           |
| 10/29/2006 | Bandera de Puerto Rico    | San Juan         | Puerto Rico    | Coliseo de Puerto Rico José Miguel Agrelot |           |
| 10/31/2006 | Bandera de Estados Unidos | Jacksonville     | Estados Unidos | Veterans Memorial Arena                    |           |
| 11/02/2006 | Bandera de Estados Unidos | Greensboro       | Estados Unidos | Greensboro Coliseum                        |           |
| 11/03/2006 | Bandera de Estados Unidos | Huntington       | Estados Unidos | Huntington Civic Center                    |           |
| 11/05/2006 | Bandera de Estados Unidos | East Rutherford  | Estados Unidos | Continental Airlines Arena                 |           |
| 11/06/2006 | Bandera de Estados Unidos | Portland         | Estados Unidos | Cumberland Civic Center                    | Cancelado |
| 11/08/2006 | Bandera de Estados Unidos | Worcester        | Estados Unidos | DCU Center                                 |           |
| 11/10/2006 | Bandera de Estados Unidos | Nueva York       | Estados Unidos | Madison Square Garden                      | Agotado   |
| 11/13/2006 | Bandera de Estados Unidos | Baltimore        | Estados Unidos | 1st Mariner Arena                          |           |
| 11/15/2006 | Bandera de Canadá         | Toronto          | Estados Unidos | Air Canada Centre                          |           |
| 11/17/2006 | Bandera de Canadá         | Ottawa           | Canadá         | Scotiabank Place                           |           |
| 11/18/2006 | Bandera de Canadá         | Ciudad de Quebec | Canadá         | Colisée Pepsi                              | Agotado   |
| 11/20/2006 | Bandera de Canadá         | Halifax          | Canadá         | Halifax Metro Centre                       | Agotado   |
| 11/21/2006 | Bandera de Canadá         | Saint John       | Canadá         | Harbour Station                            |           |
| 11/22/2006 | Bandera de Canadá         | St. John's       | Canadá         | Mile One Centre                            |           |
| 11/24/2006 | Bandera de Estados Unidos | Cleveland        | Estados Unidos | Quicken Loans Arena                        |           |
| 11/25/2006 | Bandera de Estados Unidos | Auburn Hills     | Estados Unidos | The Palace                                 |           |
| 11/27/2006 | Bandera de Estados Unidos | Chicago          | Estados Unidos | Allstate Arena                             |           |
| 11/29/2006 | Bandera de Estados Unidos | Milwaukee        | Estados Unidos | Bradley Center                             | Cancelado |
| 12/01/2006 | Bandera de Estados Unidos | Ames             | Estados Unidos | Hilton Coliseum                            |           |
| 12/02/2006 | Bandera de Estados Unidos | Mineapolis       | Estados Unidos | Target Center                              |           |
| 12/04/2006 | Bandera de Canadá         | Winnipeg         | Canadá         | MTS Centre                                 | Agotado   |
| 12/06/2006 | Bandera de Canadá         | Calgary          | Canadá         | Pengrowth Saddledome                       | Agotado   |
| 12/07/2006 | Bandera de Canadá         | Edmonton         | Canadá         | Rexall Place                               | Agotado   |
| 12/10/2006 | Bandera de Estados Unidos | Everett          | Estados Unidos | Everett Events Center                      |           |
| 12/11/2006 | Bandera de Estados Unidos | Portland         | Estados Unidos | Rose Garden Arena                          |           |
| 12/13/2006 | Bandera de Estados Unidos | Fresno           | Estados Unidos | Save Mart Center                           | Cancelado |
| 12/15/2006 | Bandera de Estados Unidos | Oakland          | Estados Unidos | Oracle Arena                               |           |
| 12/17/2006 | Bandera de Estados Unidos | Los Ángeles      | Estados Unidos | Gibson Amphitheatre                        | Agotado   |
| 12/19/2006 | Bandera de Estados Unidos | Los Ángeles      | Estados Unidos | Gibson Amphitheatre                        |           |
| 12/20/2006 | Bandera de Estados Unidos | Los Ángeles      | Estados Unidos | Gibson Amphitheatre                        |           |

#### Fechas canceladas
Se muestra a continuación las fechas del 2007 que fueron cancelados con el fin de la banda para completar el álbum en enero para tener una fecha de marzo de 2007 para ponerlo a la venta. Sin embargo, el álbum no fue completado a tiempo para poder estar a la venta el 6 de marzo.
| Fecha      |                           | Ciudad      | País           | Lugar              | Notas     |
| ---------- | ------------------------- | ----------- | -------------- | ------------------ | --------- |
| 01/10/2007 | Bandera de Estados Unidos | Sacramento  | Estados Unidos | ARCO Arena         | Cancelado |
| 01/11/2007 | Bandera de Estados Unidos | Bakersfield | Estados Unidos | Rabobank Arena     | Cancelado |
| 01/13/2007 | Bandera de Estados Unidos | Reno        | Estados Unidos | Reno Events Center | Cancelado |
| 01/16/2007 | Bandera de Estados Unidos | San Diego   | Estados Unidos | iPayOne Center     | Cancelado |

## World Tour 2007
Chinese Democracy Tour 2007 fue una continuación de la gira anterior para la promoción de Chinese Democracy. El álbum tenía una fecha de lanzamiento tentativa en marzo de acuerdo con Axl Rose, pero no llegó a materializarse. El grupo continuó de gira por Japón, Australia, Nueva Zelanda y México. También interpretó dos canciones en Rodeo Drive Walk of Style.

### Lista de temas
Nice Boys y Don't Cry fueron las canciones agregadas a los conciertos en esta gira. Esta fue la primera aparición de estas dos canciones en un escenario en vivo desde 1993.

### Ceremonia Walk Of Style
Este fue desempeño destacado con Chris Pitman (teclados) en el bajo, porque Tommy Stinson no pudo asistir debido a un problema personal de la familia. Tocaron versiones acústicas de "Knockin 'On Heaven's Door" y "Sweet Child O' Mine" para cerrar la ceremonia.
| Fecha      |                           | Ciudad        | País           | Lugar       | Notas                                                             |
| ---------- | ------------------------- | ------------- | -------------- | ----------- | ----------------------------------------------------------------- |
| 02/08/2007 | Bandera de Estados Unidos | Beverly Hills | Estados Unidos | Rodeo Drive | La ceromonia Walk of Style en honor a Donatella y Gianni Versace. |

### Manga mexicana
| Fecha      |                   | Ciudad       | País   | Lugar                   | Asistencia | Notas   |
| ---------- | ----------------- | ------------ | ------ | ----------------------- | ---------- | ------- |
| 06/02/2007 | Bandera de México | Monterrey    | México | Arena Monterrey         | 17,600     | Agotado |
| 06/03/2007 | Bandera de México | Guadalajara  | México | Arena VFG               | 32,572     | Agotado |
| 06/05/2007 | Bandera de México | México D. F. | México | Palacio de los Deportes | 20,255     | Agotado |

### Manga Asia/Oceanía
| Fecha      |                          | Ciudad       | País          | Lugar                | Notas   |
| ---------- | ------------------------ | ------------ | ------------- | -------------------- | ------- |
| 06/10/2007 | Bandera de Australia     | Perth        | Australia     | Burswood Dome        | Agotado |
| 06/13/2007 | Bandera de Australia     | Adelaide     | Australia     | Entertainment Centre |         |
| 06/15/2007 | Bandera de Australia     | Melbourne    | Australia     | Rod Laver Arena      | Agotado |
| 06/16/2007 | Bandera de Australia     | Melbourne    | Australia     | Rod Laver Arena      | Agotado |
| 06/20/2007 | Bandera de Australia     | Brisbane     | Australia     | Entertainment Centre | Agotado |
| 06/21/2007 | Bandera de Australia     | Brisbane     | Australia     | Entertainment Centre |         |
| 06/23/2007 | Bandera de Australia     | Sídney       | Australia     | Acer Arena           | Agotado |
| 06/24/2007 | Bandera de Australia     | Sídney       | Australia     | Acer Arena           |         |
| 06/29/2007 | Bandera de Nueva Zelanda | Auckland     | Nueva Zelanda | Vector Arena         | Agotado |
| 06/30/2007 | Bandera de Nueva Zelanda | Auckland     | Nueva Zelanda | Vector Arena         |         |
| 07/03/2007 | Bandera de Nueva Zelanda | Christchurch | Nueva Zelanda | Westpac Arena        |         |
| 07/14/2007 | Bandera de Japón         | Chiba        | Japón         | Makuhari Messe       | Agotado |
| 07/15/2007 | Bandera de Japón         | Chiba        | Japón         | Makuhari Messe       |         |
| 07/17/2007 | Bandera de Japón         | Nagoya       | Japón         | Nippon Gaishi Hall   | Agotado |
| 07/18/2007 | Bandera de Japón         | Tokio        | Japón         | Nippon Budōkan       |         |
| 07/21/2007 | Bandera de Japón         | Osaka        | Japón         | Intex Osaka          | Agotado |

### Live Earth
Se les pidió tocar allí, pero la banda ya estaba de gira en Australia y Japón. Axl Rose emitió una declaración en relación con Live Earth y los rumores en el sitio web de los Guns:

Guns N 'Roses no se presentará Live Earth por un par de razones. La primera es que no se nos pidió hasta hace un par de semanas mientras estábamos de gira en Australia y se han agotado las próximas fechas ya reprogramadas en Japón. Nuestro equipo ya está en camino a Japón para estos espectáculos. Hemos intentado encontrar una solución para poder llevar a cabo en Río, pero desafortunadamente no se ha sugerido.

Se me pidió llevar a cabo individualmente con Lenny Kravitz por los promotores y el Sr. Gore. Como estábamos trabajando esto, lamentablemente, Lenny salió herido y temporalmente canceló su participación en el evento. Según los promotores, por el momento en que tuvieron un desempeño Lenny reconfirmó, no hubo tiempo suficiente para organizar los vuelos para mí a Brasil y luego a Japón para nuestros próximos programas. Lamentablemente, no fue informado de que el rendimiento de Lenny fue confirmado hasta que nuestras propias exploraciones y en el seguimiento de los medios de comunicación en torno al acontecimiento de hoy, que es sábado por la mañana aquí en Australia y el viernes en Brasil.
A Guns N' Roses no se le ha pedido que toque en otro lugar, que no sea Japón o Australia (como ya estamos en las regiones de gira) y en el que nos han ofrecido formalmente a realizar, pero la oferta de nuestra participación fue rechazada.

Les deseamos a todos los involucrados, los artistas, los organizadores, los aficionados y espectadores de todo el mundo lo mejor y que sea un evento muy exitoso.

| Fecha      |                   | Ciudad         | País   | Lugar      | Notas     |
| ---------- | ----------------- | -------------- | ------ | ---------- | --------- |
| 07/07/2007 | Bandera de Brasil | Río de Janeiro | Brasil | Copacabana | Cancelado |

### My Coke Festival
La banda se retiró de la fiesta después del bajista Tommy Stinson no haya podido recuperarse de una lesión de muñeca que sufrió cuando se cayó por las escaleras.
| Fecha      |                      | Ciudad          | País      | Lugar                | Notas     |
| ---------- | -------------------- | --------------- | --------- | -------------------- | --------- |
| 04/27/2007 | Bandera de Sudáfrica | Johannesburgo   | Sudáfrica | New Market Racetrack | Cancelado |
| 05/01/2007 | Bandera de Sudáfrica | Ciudad del Cabo | Sudáfrica | Kenilworth Racetrack | Cancelado |

## World Tour 2009/2010/2011
Los rumores comenzaron en febrero de que Guns N' Roses realizaría conciertos en España e Italia en el mes de junio, y continuó durante todo el año con los comentarios de Irving Azoff acerca de una gira de verano pero nada pasó.
El 10 de noviembre de 2009 después de un montón de hablar de conciertos en Japón, la banda anunció en su MySpace cuatro fechas en Asia y trece fechas en Canadá.
En febrero de 2010 la banda tocó en el CBGB en Nueva York. El New York Post informó que la banda puede desempeñar otro show sorpresa en el Rose Bar en Nueva York.

### Lista de temas
Todas las canciones de Chinese Democracy, excepto "Riad N' The Bedouins" fueron interpretadas. La canción de AC/DC "Whole Lotta Rosie" fue tocada con un piano en algunos shows. Un fragmento de "Estranged" se tocó, además se crearon rumores sobre el regreso de más canciones del álbum Use Your Illusion I y II, como lo hicieron en 2007, con "Don't Cry". Las listas de temas de a continuación son de los shows más largo en toda la historia de la banda (Tokio), y uno de los espectáculos en la manga sudamericana (Chile):
| 19 de diciembre de 2009 – Tokyo Dome, Tokio, Japón Lista de temas: 1. "Chinese Democracy" 2. "Welcome to the Jungle" 3. "It's So Easy" 4. "Mr. Brownstone" 5. "Catcher in the Rye" 6. "Sorry" 7. "If The World" 8. "Live and Let Die" 9. "Street of Dreams" 10. "You Could Be Mine" 11. "Rocket Queen" 12. "My Michelle" 13. "Sweet Child O' Mine" 14. "Shackler's Revenge 15. "I.R.S." 16. "November Rain" 17. "Whole Lotta Rosie" 18. "Knockin' on Heaven's Door" 19. "Scraped" 20. "Prostitute" 21. "This I Love" 22. "Out Ta Get Me" 23. "Don't Cry" 24. "Nightrain" 25. "Patience" Encore: 1. "Madagascar" 2. "There Was A Time" 3. "My Generation" 4. "Better" 5. "Patience" 6. "Nice Boys" 7. "Paradise City" | 5 de octubre de 2011 – Movistar Arena, Santiago, Chile Lista de temas: 1. "Chinese Democracy" 2. "Welcome to the Jungle" 3. "It's So Easy" 4. "Mr. Brownstone" 5. "Sorry" 6. "Better" 7. "Live and Let Die" 8. "This I Love" 9. "Estranged" 10. "Rocket Queen" 11. "Street Of Dreams" 12. "You Could Be Mine" 13. "Sweet Child O´Mine" 14. "November Rain" 15. "Don't Cry" 16. "Whole Lotta Rosie" 17. "Riff Raff" 18. "Knockin' On Heaven's Door" 19. "Nightrain" Encore: 1. "Patience" 2. "Madagascar" 3. "Paradise City" |

### Integrantes
El único cambio de esta gira fue el de guitarrista de DJ Ashba reemplazando a Robin Finck. Frank Ferrer, se mantuvo como baterista, incluso con informes de que Bryan "Brain" Mantia había ensayado con la banda antes de la gira. No ha habido ninguna palabra oficial sobre si o no ha dejado la banda, sin embargo Axl Rose habló de él (diciembre de 2008) y confirmó su salida, siendo reemplazado definitivamente por Frank Ferrer
- Axl Rose, voz, piano.
- Dizzy Reed, teclados, percusión, coros.
- Chris Pitman, teclados, programaciones, coros.
- Tommy Stinson, voz bajo, el apoyo.
- Ron "Bumblefoot" Thal, guitarra, coros.
- DJ Ashba, guitarra.
- Richard Fortus, guitarra rítmica, coros.
- Frank Ferrer, batería, percusión.

### Manga asiática: 1° Parte
| Fecha      |                          | Ciudad  | País          | Lugar                 | Notas |
| ---------- | ------------------------ | ------- | ------------- | --------------------- | ----- |
| 12/11/2009 | Bandera de Taiwán        | Banqiao | Taiwán        | Taipei County Stadium | *     |
| 12/13/2009 | Bandera de Corea del Sur | Seúl    | Corea del Sur | Olympic Arena         |       |
| 12/16/2009 | Bandera de Japón         | Osaka   | Japón         | Osaka Dome            |       |
| 12/19/2009 | Bandera de Japón         | Tokio   | Japón         | Tokyo Dome            | **    |

| #  |                                                                          | Source |
| -- | ------------------------------------------------------------------------ | ------ |
| *  | Primer show desde el lanzamiento de Chinese Democracy.                   | [ 92 ] |
| ** | El show más largo de toda la historia de la banda - 3 horas, 37 minutos. | [ 93 ] |

### Manga canadiense / Shows acústicos
| Fecha      |                           | Ciudad     | País           | Lugar                | Asistencia | Notas         |
| ---------- | ------------------------- | ---------- | -------------- | -------------------- | ---------- | ------------- |
| 01/13/2010 | Bandera de Canadá         | Winnipeg   | Canadá         | MTS Centre           | 13,500     |               |
| 01/16/2010 | Bandera de Canadá         | Calgary    | Canadá         | Pengrowth Saddledome | 13,000     | *             |
| 01/17/2010 | Bandera de Canadá         | Edmonton   | Canadá         | Rexall Place         | 14,800     |               |
| 01/19/2010 | Bandera de Canadá         | Saskatoon  | Canadá         | Credit Union Centre  | 19,000     | **            |
| 01/20/2010 | Bandera de Canadá         | Regina     | Canadá         | Brandt Centre        | 6,500      |               |
| 01/24/2010 | Bandera de Canadá         | Hamilton   | Canadá         | Copps Coliseum       | 10,500     |               |
| 01/25/2010 | Bandera de Canadá         | London     | Canadá         | John Labatt Centre   | 8,000      |               |
| 01/27/2010 | Bandera de Canadá         | Montreal   | Canadá         | Centre Bell          | 19,000     |               |
| 01/28/2010 | Bandera de Canadá         | Toronto    | Canadá         | Air Canada Centre    | 25,000     | Agotado       |
| 01/31/2010 | Bandera de Canadá         | Ottawa     | Canadá         | Scotiabank Place     | 8,000      | *             |
| 02/01/2010 | Bandera de Canadá         | Quebec     | Canadá         | Colisee Pepsi        | 7,500      | *             |
| 02/03/2010 | Bandera de Canadá         | Moncton    | Canadá         | Moncton Coliseum     | 6,000      | *             |
| 02/04/2010 | Bandera de Canadá         | Halifax    | Canadá         | Metro Centre         | 10,000     | *             |
| 02/11/2010 | Bandera de Estados Unidos | Nueva York | Estados Unidos | John Varvatos Store  | 100        | Show acústico |
| 02/14/2010 | Bandera de Estados Unidos | Nueva York | Estados Unidos | Rose Bar             | 150        | Show acústico |

| #  |                                                                       | Source  |
| -- | --------------------------------------------------------------------- | ------- |
| *  | Invitado especial en "Liquor & Whores": Bubbles.                      | [ 109 ] |
| ** | Invitado especial en "Nightrain": Baz, Nick Sterling and Danko Jones. | [ 110 ] |

### Manga sudamericana
| Fecha      |                      | Ciudad         | País      | Lugar                                    | Asistencia | Notas   |
| ---------- | -------------------- | -------------- | --------- | ---------------------------------------- | ---------- | ------- |
| 07/03/2010 | Bandera de Brasil    | Brasilia       | Brasil    | Ginásio Nilson Nelson                    | 13,000     | Agotado |
| 10/03/2010 | Bandera de Brasil    | Belo Horizonte | Brasil    | Mineirinho                               | 16,000     | Agotado |
| 13/03/2010 | Bandera de Brasil    | São Paulo      | Brasil    | Estadio Palestra Itália                  | 40,000     | Agotado |
| 16/03/2010 | Bandera de Brasil    | Porto Alegre   | Brasil    | Estacionamento da Fiergs                 | 20,000     | Agotado |
| 18/03/2010 | Bandera de Uruguay   | Montevideo     | Uruguay   | Estadio Centenario                       | 34,700     |         |
| 20/03/2010 | Bandera de Chile     | Santiago       | Chile     | Movistar Arena                           | 15,000     | Agotado |
| 22/03/2010 | Bandera de Argentina | Buenos Aires   | Argentina | Estadio José Amalfitani                  | 50,000     | Agotado |
| 25/03/2010 | Bandera de Perú      | Lima           | Perú      | Explanada del Estadio Monumental de Lima | 45,000     |         |
| 27/03/2010 | Bandera de Venezuela | Caracas        | Venezuela | Poliedro de Caracas                      | 22,000     | Agotado |
| 30/03/2010 | Bandera de Colombia  | Bogotá         | Colombia  | Parque Jaime Duque                       | 37,000     |         |
| 01/04/2010 | Bandera de Ecuador   | Quito          | Ecuador   | Estadio Olímpico Atahualpa               | 36,000     | Agotado |
| 04/04/2010 | Bandera de Brasil    | Río de Janeiro | Brasil    | Praça da Apoteose                        | 35,000     |         |

### Manga centroamericana y del Caribe
| Fecha      |                        | Ciudad       | País        | Lugar                    | Asistencia | Notas   |
| ---------- | ---------------------- | ------------ | ----------- | ------------------------ | ---------- | ------- |
| 07/04/2010 | Bandera de Panamá      | Panamá       | Panamá      | Figali Convention Center | 11,000     | Agotado |
| 11/04/2010 | Bandera de El Salvador | San Salvador | El Salvador | Estadio Cuscatlan        | 35,000     |         |
| 15/04/2010 | Bandera de Puerto Rico | San Juan     | Puerto Rico | Coliseo Roberto Clemente | 12,000     |         |

### Manga europea: 1° Parte
| Fecha      |                      | Ciudad          | País      | Lugar              | Asistencia | Notas    |
| ---------- | -------------------- | --------------- | --------- | ------------------ | ---------- | -------- |
| 05/31/2010 | Bandera de Noruega   | Bergen          | Noruega   | Vestlandshallen    | 6,500      |          |
| 06/02/2010 | Bandera de Noruega   | Oslo            | Noruega   | Oslo Spektrum      | 7,000      |          |
| 06/05/2010 | Bandera de Finlandia | Helsinki        | Finlandia | Käpylä Sportspark  | 60,000     | Festival |
| 06/06/2010 | Bandera de Rusia     | San Petersburgo | Rusia     | Ice Palace         | 12,300     |          |
| 06/08/2010 | Bandera de Rusia     | Moscú           | Rusia     | Olympiysky Stadium | 20,000     | Agotado  |
| 06/12/2010 | Bandera de Suecia    | Sölvesborg      | Suecia    | Norje Havsbad      | 33,000     | Festival |
| 06/14/2010 | Bandera de Dinamarca | Aalborg         | Dinamarca | Gigantium          | 8,000      |          |

### Festival Rock N' Rev
| Fecha      |                           | Ciudad  | País           | Lugar | Asistencia | Notas    |
| ---------- | ------------------------- | ------- | -------------- | ----- | ---------- | -------- |
| 08/13/2010 | Bandera de Estados Unidos | Sturgis | Estados Unidos |       | 20,000     | Festival |

### Manga europea: 2° Parte
| Fecha      |                              | Ciudad        | País              | Lugar                    | Asistencia | Notas         |
| ---------- | ---------------------------- | ------------- | ----------------- | ------------------------ | ---------- | ------------- |
| 08/27/2010 | Bandera de Inglaterra        | Reading       | Inglaterra        | Little John's Farm       | 82,000     | Festival      |
| 08/29/2010 | Bandera de Inglaterra        | Leeds         | Inglaterra        | Bramham Park             | 80,000     | Festival      |
| 08/31/2010 | Bandera de Irlanda del Norte | Belfast       | Irlanda del Norte | Odyssey Arena            | 14,000     | Agotado       |
| 09/01/2010 | Bandera de Irlanda           | Dublín        | Irlanda           | The O2                   | 14,700     | Agotado       |
| 09/04/2010 | Bandera de Italia            | Roma          | Italia            | Palalottomatica          | 13,000     | Agotado       |
| 09/05/2010 | Bandera de Italia            | Milán         | Italia            | Mediolanun Forum         | 12,000     | Agotado       |
| 09/08/2010 | Bandera de Suiza             | Zúrich        | Suiza             | Hallenstadion            | 12,400     | Agotado       |
| 09/10/2010 | Bandera de Francia           | Amneville     | Francia           | Galaxie                  | 12,000     | Agotado       |
| 09/13/2010 | Bandera de Francia           | París         | Francia           | Bercy                    | 17,000     | Agotado       |
| 09/14/2010 | Bandera de Francia           | París         | Francia           | L'Arc Bar                | -          | Show Acústico |
| 09/16/2010 | Bandera de Suiza             | Ginebra       | Suiza             | Genève Arena             | 9 12,500   | Agotado       |
| 09/18/2010 | Bandera de Austria           | Viena         | Austria           | Wiener Stadthalle Arena  | 21,000     | Agotado       |
| 09/21/2010 | Bandera de Rumania           | Bucarest      | Rumania           | Romexpo                  | 40,000     | Agotado       |
| 09/23/2010 | Bandera de Serbia            | Belgrado      | Serbia            | Belgrade Arena           | 28,000     | Agotado       |
| 09/24/2010 | Bandera de Croacia           | Zagreb        | Croacia           | Arena Hall               | 15,000     |               |
| 09/27/2010 | Bandera de República Checa   | Prague        | República Checa   | 02 Arena                 | 18,000     | Agotado       |
| 09/30/2010 | Bandera de Bélgica           | Amberes       | Bélgica           | Sportpaleis              | 13,000     |               |
| 10/02/2010 | Bandera de Francia           | Lille         | Francia           | Zénith Aréna             | 11,000     |               |
| 10/03/2010 | Bandera de los Países Bajos  | Arnhem        | Países Bajos      | Gelredome                | 22,000     |               |
| 10/06/2010 | Bandera de Portugal          | Lisboa        | Portugal          | Pavilhão Atlántico       | 15,000     |               |
| 10/09/2010 | Bandera de España            | Madrid        | España            | Palacio de Vistalegre    | 10,000     | Agotado       |
| 10/10/2010 | Bandera de España            | San Sebastián | España            | Velódromo de Anoeta      | 4,000      |               |
| 10/13/2010 | Bandera de Inglaterra        | Londres       | Inglaterra        | O2 Arena                 | 25,000     | Agotado       |
| 10/14/2010 | Bandera de Inglaterra        | Londres       | Inglaterra        | O2 Arena                 | 23,000     | Agotado*      |
| 10/17/2010 | Bandera de Inglaterra        | Birmingham    | Inglaterra        | LG Arena                 | 12,000     | Agotado       |
| 10/18/2010 | Bandera de Inglaterra        | Mánchester    | Inglaterra        | MEN Arena                | 15,000     | Agotado       |
| 10/22/2010 | Bandera de España            | Zaragoza      | España            | Pabellón Príncipe Felipe | 7,000      |               |
| 10/23/2010 | Bandera de España            | Barcelona     | España            | Pabellón de Badalona     | 10,000     | Agotado       |
| 10/29/2010 | Bandera de Rusia             | Moscú         | Rusia             | Mosfilm Pavilion         | 50         | Show Privado  |

| # |                                                                             | Source  |
| - | --------------------------------------------------------------------------- | ------- |
| * | Duff McKagan se unió a la banda en el escenario por primera vez desde 1993. | [ 172 ] |

### Manga oceánica
| Fecha      |                      | Ciudad     | País      | Lugar                | Asistencia | Notas    |
| ---------- | -------------------- | ---------- | --------- | -------------------- | ---------- | -------- |
| 12/01/2010 | Bandera de Australia | Adelaide   | Australia | Entertainment Centre |            |          |
| 12/04/2010 | Bandera de Australia | Sídney     | Australia | ANZ Stadium          |            | Festival |
| 12/07/2010 | Bandera de Australia | Townsville | Australia | Reid Park            |            |          |
| 12/11/2010 | Bandera de Australia | Perth      | Australia | Perth Motorplex      |            |          |

### Latinoamérica leg #2
| Fecha      |                      | Ciudad           | País      | Lugar                    | Asistencia | Notas     |
| ---------- | -------------------- | ---------------- | --------- | ------------------------ | ---------- | --------- |
| 10/02/2011 | Bandera de Brasil    | Río de Janeiro   | Brasil    | Cidade do Rock           | 100.000    | Festival  |
| 10/05/2011 | Bandera de Chile     | Santiago         | Chile     | Movistar Arena           | 15.000     | Agotado   |
| 10/08/2011 | Bandera de Argentina | La Plata         | Argentina | Estadio de La Plata      | 45.000     |           |
| 10/10/2011 | Bandera de Argentina | Rosario          | Argentina | Salón Metropolitano      | 10.000     | Agotado   |
| 10/12/2011 | Bandera de Argentina | Córdoba          | Argentina | Orfeo Superdomo          | 10.000     |           |
| 10/12/2011 | Bandera de Bolivia   | La Paz           | Bolivia   | Estadio Rafael Castellón | ----       | Cancelado |
| 10/15/2011 | Bandera de Paraguay  | Asunción         | Paraguay  | Hipódromo de Asunción    | 72.000     | Agotado   |
| 10/18/2011 | Bandera de México    | Ciudad de México | México    | Palacio de los Deportes  | 20.000     | Agotado   |
| 10/19/2011 | Bandera de México    | Ciudad de México | México    | Palacio de los Deportes  | 16,758     |           |
| 10/22/2011 | Bandera de México    | Guadalajara      | México    | Arena VFG                | 10,000     |           |
| 10/23/2011 | Bandera de México    | Monterrey        | México    | Monterrey Arena          | 15,000     |           |

### Norte América leg #2
| Fecha      | País           | Ciudad               | Lugar                        | Público | Notas                                 |
| ---------- | -------------- | -------------------- | ---------------------------- | ------- | ------------------------------------- |
| 28/10/2011 | Estados Unidos | Orlando, FL          | Amway Center                 | 5.240   | Primer show propio en USA en 5 años   |
| 29/10/2011 | Estados Unidos | Miami, FL            | American Airlines Arena      | 8.170   |                                       |
| 31/10/2011 | Estados Unidos | Greenville, SC       | BI-LO Center                 | 6.000   |                                       |
| 02/11/2011 | Estados Unidos | Atlanta, GA          | Philips Arena                | 7.873   |                                       |
| 04/11/2011 | Estados Unidos | Houston, TX          | Toyota Center                |         |                                       |
| 05/11/2011 | Estados Unidos | Dallas, TX           | Gexa Energy Pavilion         | 12.000  |                                       |
| 08/11/2011 | Estados Unidos | Omaha, NE            | Qwest Center Omaha           |         |                                       |
| 09/11/2011 | Estados Unidos | Norman, OK           | Lloyd Noble Center           | 7.000   |                                       |
| 12/11/2011 | Estados Unidos | Kansas City, MO      | Sprint Center                | 6.756   |                                       |
| 13/11/2011 | Estados Unidos | Minneapolis, MN      | Target Center                | 6.761   |                                       |
| 15/11/2011 | Estados Unidos | Chicago, IL          | Allstate Arena               | 9.351   |                                       |
| 17/11/2011 | Estados Unidos | East Rutherford, NJ  | Izod Center                  | 14.000  |                                       |
| 19/11/2011 | Estados Unidos | Hartford, CT         | The Comcast Theatre          | 7.500   | Agotado                               |
| 20/11/2011 | Estados Unidos | Wilkes-Barre, PA     | Mohegan Sun Arena            |         |                                       |
| 25/11/2011 | Estados Unidos | Worcester, MA        | DCU Center                   | 5.097   |                                       |
| 26/11/2011 | Estados Unidos | Camden, NJ           | Susquehanna Bank Center      | 6.500   |                                       |
| 28/11/2011 | Canadá         | Hamilton, ON         | Copps Coliseum               | 7.000   |                                       |
| 01/12/2011 | Estados Unidos | Detroit, MI          | The Palace of Auburn Hills   | 7.969   |                                       |
| 02/12/2011 | Estados Unidos | Cincinnati, OH       | U.S. Bank Arena              |         |                                       |
| 04/12/2011 | Estados Unidos | Nashville, TN        | Bridgestone Arena            | 5.769   |                                       |
| 07/12/2011 | Estados Unidos | Youngstown           | Covelli Centre               |         |                                       |
| 08/12/2011 | Estados Unidos | Indianápolis, IN     | Conseco Fieldhouse           |         |                                       |
| 11/12/2011 | Estados Unidos | Broomfield, CO       | 1st Bank Center              |         |                                       |
| 13/12/2011 | Estados Unidos | West Valley City, UT | Maverick Center              |         |                                       |
| 16/12/2011 | Estados Unidos | Seattle, WA          | KeyArena                     |         |                                       |
| 17/12/2011 | Canadá         | Vancouver, BC        | Pacific Coliseum             |         |                                       |
| 21/12/2011 | Estados Unidos | Los Ángeles, CA      | The Forum                    |         | Transmitido por streaming en Internet |
| 27/12/2011 | Estados Unidos | Phoenix, AZ          | Comerica Theatre             |         |                                       |
| 30/12/2011 | Estados Unidos | Las Vegas, NV        | The Joint at Hard Rock Hotel | 3.000+  | Transmitido por streaming en Internet |
| 31/12/2011 | Estados Unidos | Las Vegas, NV        | The Joint at Hard Rock Hotel | 3.895   | Agotado. Fin de la gira               |

## Teloneros
- 2002 (Europa): Weezer
- 2002 (Norteamérica): CKY y Mix Master Mike
- 2006 (Europa): Sebastian Bach, Papa Roach, Bullet for My Valentine, Melrose, Shakerleg, Avenged Sevenfold y Towers of London
- 2006 (Norteamérica): Sebastian Bach, Papa Roach, The Suicide Girls, Die Mannequin y Helmet
- 2007 (México): Maligno
- 2007 (Oceania): Sebastian Bach y Rose Tattoo
- 2007 (Japón): MUCC
- 2009 (Taipéi): Matzka
- 2009 (Corea): GUMX
- 2009 (Japón): MUCC
- 2010 (Canada): Sebastian Bach y Danko Jones
- 2010 (Sudamérica/Centroamérica): Sebastian Bach *2002 (Europe): Weezer
- 2002 (Norteamérica): CKY and Mix Master Mike
- 2006 (Europa): Living Things, Sex Action, Funeral For A Friend, To My Surprise, Oddzial Zamkniety, Shakra, Amulet, 4Lyn, Sebastian Bach, Papa Roach, Bullet for My Valentine, Melrose, Shakerleg, Avenged Sevenfold and Towers of London
- 2006 (Norteamérica): Phantom Planet, Hoobastank, Sebastian Bach, Papa Roach, The Suicide Girls, Die Mannequin, Novadriver, Modern Day Zero and Helmet
- 2007 (México): The Volture and Maligno
- 2007 (Oceanía): Sebastian Bach and Rose Tattoo
- 2007 (Japón): Mucc
- 2009 (Taiwán): Matzka
- 2009 (Corea): GUMX
- 2009 (Japón): Mucc, AK47
- 2010 (Canadá): Sebastian Bach and Danko Jones
- 2010 (Súdamerica/Latinoamérica): Sebastian Bach, Puya, Vivora, Angelus, Armand DJ, Océano, Los 33, Black Drawing Chalks, Rockvox, Viuda Negra, León Bruno, Electrocirkus, Pixel, Gaia, Space Bee, Massacre, La Mancha de Rolando, Killterry, Vendetta, ReyToro, Rosa Tattooada, Rock Rocket, Forgotten Boys, Khalice
- 2010 (Europa): Danko Jones, Murderdolls, Sebastian Bach, Imperial State Electric and Night Shift
- 2010 (Australia): Korn and Shihad
- 2011 (La Plata, Argentina): Utopians, La Mancha De Rolando, El Bordo
- 2011 (Rosario, Argentina) : Guillermina, Sicario
- 2011 (Córdoba, Argentina): 4 al Hilo
- 2011 (Asunción, Paraguay): Salamandra and Flou
- 2011 (Norteamérica): The Pretty Reckless, Black Label Society, Duff McKagan's Loaded.

## Canciones interpretadas
Canciones interpretadas entre el 1 de enero de 2001 y el 11 de diciembre de 2010.
| Álbum                           | Canción                     | Veces interpretada |
| ------------------------------- | --------------------------- | ------------------ |
| Appetite For Destruction (1987) | "Welcome To The Jungle"     | 190                |
| Appetite For Destruction        | "It's So Easy"              | 187                |
| Appetite For Destruction        | "Nightrain"                 | 183                |
| Appetite For Destruction        | "Out Ta Get Me"             | 128                |
| Appetite For Destruction        | "Mr. Brownstone"            | 189                |
| Appetite For Destruction        | "Paradise City"             | 185                |
| Appetite For Destruction        | "My Michelle"               | 108                |
| Appetite For Destruction        | "Think About You"           | 49                 |
| Appetite For Destruction        | "Sweet Child O' Mine"       | 188                |
| Appetite For Destruction        | "You're Crazy"              | 5                  |
| Appetite For Destruction        | "Rocket Queen"              | 116                |
| G N' R Lies (1988)              | "Nice Boys"                 | 11                 |
| G N' R Lies                     | "Patience"                  | 148                |
| G N' R Lies                     | "Used To Love Her"          | 34                 |
| Use Your Illusion I (1991)      | "Live And Let Die"          | 184                |
| Use Your Illusion I             | "Don't Cry"                 | 50                 |
| Use Your Illusion I             | "November Rain"             | 186                |
| Use Your Illusion II (1991)     | "Knockin' On Heaven's Door" | 187                |
| Use Your Illusion II            | "You Could Be Mine"         | 184                |
| Use Your Illusion II            | "Estranged"                 | 8                  |
| The Spaghetti Incident? (1993)  | "Down On The Farm"          | 11                 |
| Chinese Democracy (2008)        | "Chinese Democracy"         | 135                |
| Chinese Democracy               | "Shackler's Revenge"        | 40                 |
| Chinese Democracy               | "Better"                    | 146                |
| Chinese Democracy               | "Street Of Dreams"          | 186                |
| Chinese Democracy               | "If The World"              | 28                 |
| Chinese Democracy               | "There Was A Time"          | 6                  |
| Chinese Democracy               | "Catcher In The Rye"        | 6                  |
| Chinese Democracy               | "Scraped"                   | 11                 |
| Chinese Democracy               | "Riad N' The Bedouins"      | 6                  |
| Chinese Democracy               | "Sorry"                     | 64                 |
| Chinese Democracy               | "I.R.S."                    | 96                 |
| Chinese Democracy               | "Madagascar"                | 150                |
| Chinese Democracy               | "This I Love"               | 56                 |
| Chinese Democracy               | "Prostitute"                | 2                  |
| Use Your Illusion II            | "Civil War"                 | 1                  |

Otras canciones:
- "Whole Lotta Rosie" (Cover de AC/DC), (B-side de Welcome To The Jungle)
- Oh My God (De la banda sonora de la película El fin de los días)
- Silkworms (No aparece en el álbum Chinese Democracy)
- Estranged (Del álbum Use Your Illusion II, solo un fragmento)
Covers:
- "My Generation" (Cover de The Who)
- "Liquor And Whores" (Con Bubbles de Trailer Park Boys)
- "The Pink Panther Theme" (Cover de Henry Mancini)
- "Ziggy Costa Rica Stardust"estadio ricardi saprissa (Cover de David Bowie)
- "Like A Hurricane"(Cover de Neil Young)
- "Walk On The Wild Side" (Cover de Lou Reed)
- "Back In The U.S.S.R." (Cover de The Beatles)
- "Sway" (Cover de The Rolling Stones)
- "Sonic Reducer" (Cover de The Dead Boys)
- "The Ballad Of Death" (Solo de DJ Ashba)
- "James Bond Theme" (Versión de Richard Fortus)
- Another Brick in the Wall (Cover de Pink Floyd)